# Бронепалубни крайцери тип „Еклипс“
Еклипс (на английски: Eclipse) са серия бронепалубни крайцери от 2-ри ранг, на Британския Кралски флот построени през 1890-те години на 19 век. Серията е развитие на крайцерите от типа „Астрея“.
Всичко от проекта са построени 9 единици: „Еклипс“ (на английски: HMS Eclipse), „Диана“ (на английски: HMS Diana), „Дидо“ (на английски: HMS Dido), „Дорис“ (на английски: HMS Doris), „Исис“ (на английски: HMS Isis), „Джуно“ (на английски: HMS Juno), „Минерва“ (на английски: HMS Minerva), „Талбот“ (на английски: HMS Talbot) и „Венус“ (на английски: HMS Venus). Последващо развитие на проекта са крайцерите от типа „Хайфлаер“. Освен това, на базата на „Еклипс“ е разработен доста специфичния проект „Арогант“.

## Конструкция
За усилване на въоръжението новите кораби са проектирани с 1200 тона по-големи, отколкото „Астрея“.
Носовата двойка 120-мм бордови оръдия е заменена с две 152-мм, а вместо едното кърмово 152-мм оръдие са поставени две побордно.
Противоминният калибър нараства до 76 мм, което също увеличава огневата мощ на кораба. Двете мачти получават бойни марсове с малокалибрени оръдия.

### Корпус
„Еклипсите“ са нова мода в британската корабна архитектура: те имат развит полубак, от който към кърмата върви шелтердек. Мореходността на корабите не предизвиква забележки. Корабите се отличават с умерена метацентрична височина (0,9 м), имат плавно люлеене и се считат за добри артилерийски платформи.

### Силова установка
Запас въглища: 1075 тона.

### Въоръжение
Всички кораби, освен „Еклипс“, през периода 1903 – 1905 г. са превъоръжени с единадесет 152-мм оръдия, като са демонтирани всички 120-мм и 47-мм оръдия.

## Служба
- HMS Eclipse – заложен на 11 декември 1893 г., спуснат на вода на 19 юли 1894 г., в строй от 23 март 1897 г.
- HMS Diana – заложен на 13 август 1894 г., спуснат на вода на 5 декември 1895 г., в строй от 15 юни 1897 г.
- HMS Dido – заложен на 30 август 1894 г., спуснат на вода на 20 март 1896 г. в строй от 10 май 1898 г.
- HMS Doris – заложен на 29 август 1894 г., спуснат на вода на 3 март 1896 г., в строй от 18 ноември 1897 г.
- HMS Isis – заложен на 30 януари 1895 г., спуснат на вода на 27 юни 1896 г., в строй от 10 май 1898 г.
- HMS Juno – заложен на 22 юни 1894 г., спуснат на вода на 16 ноември 1895 г., в строй от 16 юни 1897 г.
- HMS Minerva – заложен на 4 декември 1893 г., спуснат на вода на 23 септември 1895 г., в строй от 4 февруари 1897 г.
- HMS Talbot – заложен на 5 март 1894 г., спуснат на вода на 25 април 1895 г., в строй от 15 септември 1896 г.
- HMS Venus – заложен на 28 юни 1894 г., спуснат на вода на 5 септември 1895 г., в строй от 9 ноември 1897 г.[4]